# Flottaträsket
Flottaträsket är en sjö i Arvidsjaurs kommun i Lappland och ingår i Lillpiteälvens huvudavrinningsområde. Sjön har en area på 0,253 kvadratkilometer och ligger 401,2 meter över havet. Sjön avvattnas av vattendraget Lillpiteälven.

## Delavrinningsområde
Flottaträsket ingår i det delavrinningsområde (728023-170193) som SMHI kallar för Inloppet i Bastaträsket. Medelhöjden är 436 meter över havet och ytan är 11,18 kvadratkilometer. Det finns inga avrinningsområden uppströms utan avrinningsområdet är högsta punkten. Avrinningsområdets utflöde Lillpiteälven mynnar i havet. Avrinningsområdet består mestadels av skog (91 procent). Avrinningsområdet har 0,25 kvadratkilometer vattenytor vilket ger det en sjöprocent på 2,2 procent.